# جاك روز
جاك روز (بالإنجليزية: Jack Rose)‏ (31 يناير 1995 سوليهل المملكة المتحدة - ) هو لاعب كرة قدم بريطاني يلعب كحارس مرمى.

## روابط خارجية
- جاك روز على موقع قاعدة بيانات كرة القدم.إي يو (الإنجليزية)
- جاك روز على موقع Soccerbase.com (لاعب) (الإنجليزية)
- جاك روز على موقع Soccerway.com (الإنجليزية)